# Costanza d'Avalos
Costanza d'Avalos (née à Naples en 1460 et morte à Ischia le 1541), duchesse de Francavilla, est une souveraine italienne. Elle dirige le duché de Francavilla entre 1501 et 1541.

## Biographie
Costanza d'Avalos naît à Naples en 1460. Elle est la fille d'Innico I d'Avalos, comte de Monteodorisio, et d'Antonella d'Aquino, héritière du marquisat de Pescara. Son père, d'origine espagnole, a suivi Alphonse V d'Aragon en 1442 en Italie.
Elle est donnée en mariage à Federico des Baux, prince d'Altamura et duc de Venosa, fils de Pierre des Baux et frère de la reine de Naples, Isabelle des Baux. En 1483, elle devient veuve, sans avoir eu d'enfant. Le roi Frédéric Ier de Naples lui accorde le duché de Francavilla en 1501.
Elle suit son frère, Innico II d'Avalos (it), à Ischia, où il meurt en 1503. Cette année-là, elle défend Ischia contre les français pendant quatre mois consécutifs, avec beaucoup d'habileté et de bravoure. Ses services furent récompensés par la transmission du gouvernement civil et militaire de l'île à la famille d'Avalos, pouvoir que la famille conserve jusqu'en 1734, date à laquelle son commandement militaire est transféré à Naples.
Costanza établit sa cour à Ischia, fréquentée par de nombreux intellectuels napolitains de l'époque. Elle crée un cercle littéraire autour d'elle parmi lesquels la poète Vittoria Colonna, Jacopo Sannazaro, Paolo Giovio, Tansillo et Bernardo Tasso.

La Joconde.

Le 13 juin 1507, elle signe le contrat de mariage entre son neveu Fernando Francesco d'Ávalos et Vittoria Colonna. Le mariage a lieu à Ischia en décembre 1509. Vittoria, peu de temps après son mariage, passa son temps à Ischia avec Costanza. Elle devient également une disciple de Juan de Valdés et assiste à ses conférences et discussions dans sa maison de Chiaia. Certains chercheurs ont suggéré qu'elle est le modèle de Leonard de Vinci qui a posé pour la Joconde.
En 1523, Charles Quint accorde à Costanza le terrain qui forme aujourd'hui Pescara puis, le titre de princesse de Francavilla.
La princesse est morte à l'âge de 81 ans dans le château aragonais d'Ischia. Elle a été enterrée dans la chapelle d'Avalos de l'église Sant'Anna dei Lombardi, à Naples. Elle avait désigné son neveu Alfonso de Ávalos, marquis de Vasto, comme héritier de ses biens.